# Трикатская волость
Трикатская волость (латыш. Trikātas pagasts) — волость в Валмиерском крае Латвии. Волостной центр — село Триката. На середину 2010 года население волости составляло 1051 житель.
После административной реформы 2009 года находилась в составе Беверинского края. В результате административно-территориальной реформы 2021 года Беверинский край был упразднён, а Трикатская волость вошла в состав Валмиерского края.

## Известные уроженцы
- Ванадзинь, Николай Карлович (1892—1978) — латвийский органист и музыкальный педагог.
- Дамбитис, Роберт (1881—1957) — латвийский военный и государственный деятель.